# Heterostemon
Genre
Classification phylogénétique
Heterostemon est un genre de plantes à fleurs dicotylédones de la famille des Fabaceae, sous-famille des Caesalpinioideae, originaire des régions tropicales d'Amérique du Sud, qui comprend sept espèces acceptées.

## Liste d'espèces
Selon The Plant List (15 octobre 2018) :
- Heterostemon conjugatus Benth.
- Heterostemon ellipticus Benth.
- Heterostemon impar Benth.
- Heterostemon ingifolius Sandwith
- Heterostemon mazarunensis Sandwith
- Heterostemon mimosoides Desf.
- Heterostemon otophorus Sandwith